# Agnès d'Aquitaine (reine d'Aragon et de Navarre)
Agnès de Poitiers, ou Agnès d'Aquitaine (fin 1072 – 6 juin 1097) est la fille de Guillaume VIII d'Aquitaine et de sa troisième femme, Hildegarde de Bourgogne. Elle est par conséquent la demi-sœur d'Agnès d'Aquitaine (reine de Castille), avec laquelle elle est parfois confondue.
En 1081, Agnès de Poitiers est fiancée au futur Pierre Ier, roi d'Aragon et de Navarre. Le couple se marie à Jaca en 1086. Lors de l'accession au trône de Pierre Ier, Agnès devient reine consort d'Aragon et de Navarre.
Le couple a deux enfants, qui meurent avant leur père :
- Pedro ou Pierre d'Aragon (vers 1086-vers 1103) ;
- Isabelle (décédée en 1104).

Agnès meurt en juin 1097. Pierre Ier d'Aragon se remarie peu après, le 16 août 1097 à Huesca avec Berthe dite d'Aragon.